# Sten Bergström
Sten Bergström, född 21 november 1875 i Silkesberg, Ljusnarsbergs församling, Örebro län, död 12 januari 1962, var en svensk ingenjör.
Sten Bergström var son till Janne Bergström. Efter examen från Tekniska elementarskolan i Örebro 1893 blev Bergström elev vid Frövifors pappersbruk samma år samt var ingenjör vid Stjerns AB:s natroncellulosafabrik i Stjärnfors och sulfitcellulosafabrik i Årås 1894–1897. Han företog en studieresa i USA 1897–1898, var ingenjör vid Utansjö Cellulosa AB:s sulfitfabrik 1898–1905 samt ingenjör och teknisk chef för Sundsvalls Cellulosa AB:s sulfitfabrik i Essvik 1905–1915. Han bedrev konsulterande verksamhet med resor i Tyskland och Sibirien 1915–1918 samt var delägare och teknisk chef i AB Öfvergård & C:o i Stockholm från starten 1918 och direktör där från 1925. Han ligger begravd på Norra begravningsplatsen i Stockholm.